# Desaparición de Julie Surprenant
Julie Surprenant (Quebec, 31 de marzo de 1983) era una joven canadiense que desapareció en Terrebonne (Quebec), el 15 de noviembre de 1999, a los 16 años de edad. Al parecer, Richard Bouillon, vecino de su familia, confesó su asesinato en el lecho de muerte, aunque sus restos aún no han sido encontrados y se desconoce su paradero.

## Trasfondo
Antes de su desaparición, Surprenant era miembro del grupo de improvisación cómica de su escuela y trabajaba envolviendo regalos para las fiestas en el centro comercial Galleries Terrebonne. Vivía con su padre, que se había separado recientemente de su madre y se había mudado al barrio. Al parecer, preguntó al propietario si el barrio se consideraba seguro.

## Desaparición
La tarde del 15 de noviembre de 1999, después de las clases, Surprenant informó a su padre de que pasaría la mayor parte de la tarde en el centro comunitario juvenil situado cerca de la esquina de las calles Hauteville y Côte Boisée, como era habitual en ella. El centro estaba situado junto a la parada de autobús de la línea que ella cogía habitualmente para ir a casa o al trabajo.
Surprenant salió del centro juvenil a las 20:30 horas con una amiga antes de coger el autobús para ir a su casa. Su amiga subió en la parada del centro comercial y vio a Surprenant sentada en la parte delantera junto al conductor. El conductor recordó que estuvo charlando con ella durante el resto del trayecto y que vio a un hombre en la marquesina de la parada. Al preguntarle si quería subir, el hombre respondió que no.
En el momento de su desaparición, Surprenant llevaba una falda de flores con enaguas azules, medias azul marino sobre leotardos negros, una bufanda azul con un dibujo de peces, una chaqueta de lana verde y un abrigo de cuero marrón oscuro. También llevaba una mochila de lona negra en la que había dibujado un símbolo de la paz.
Al despertarse a la mañana siguiente, el padre de Surprenant se dio cuenta de que ella aún no había llegado a casa. Comprobó el contestador automático, telefoneó al instituto y llamó a su novio para preguntar por su paradero.

## Investigación
La policía recibió notificación oficial de la desaparición de Surprenant a las 17:45 horas del 16 de noviembre siguiente. Inicialmente, su caso se consideró un secuestro. Al enterarse de la presencia del hombre en la parada de autobús, intentaron determinar su identidad, aunque finalmente no lo consiguieron, por lo que la desaparición de Surprenant se convirtió en un caso sin resolver.
El vecino de la familia, Richard Bouillon, un depredador sexual convicto, se convirtió en el principal sospechoso. Al principio, insistió en que no era responsable. En 2001, al ser interrogado por un periodista sobre los restos microscópicos de sangre encontrados en su apartamento durante un registro policial, afirmó que el responsable era un antiguo compañero de piso y se marchó apresuradamente, golpeando con la puerta de su coche el brazo del periodista en el proceso. En 2004, Michael Surprenant creó la AFPAD, una asociación dedicada a las familias de personas desaparecidas o asesinadas, para ayudar en las investigaciones de la desaparición de su hija y de otras personas.
En 2011, se reveló que Bouillon había hecho una confesión en su lecho de muerte a dos empleados del hospital de Laval en 2006, admitiendo que había asesinado a Surprenant después de haber proclamado previamente su inocencia. Afirmó que la había matado, que había metido su cuerpo en una bolsa de deporte con unos ladrillos y que lo había arrojado al río de las Mille Îles, frente a una iglesia de Terrebonne, y que también había considerado la posibilidad de dejarlo en la puerta de la iglesia. El informe del forense, publicado en 2012, concluyó que Bouillon probablemente la violó y la mató. Bouillon nunca fue acusado, ya que las autoridades no tenían pruebas suficientes para hacerlo.
En 2014, la familia y los amigos de Surprenant crearon un monumento en su memoria. A pesar de que en septiembre de 2011 se llevó a cabo una búsqueda en el río en el que Bouillon afirmó haber arrojado a Surprenant, aún no se han encontrado sus restos.